# Heartbreak Express
Heartbreak Express es el título del vigesimocuarto álbum de estudio que publicó la cantante estadounidense Dolly Parton en 1982. Producido por ella, el álbum contiene un estilo country, con escasas influencias de pop. 

## Lista de canciones
1. "Heartbreak Express" (Dolly Parton) - 3:14
2. "Single Women" (Michael O'Donoghue) - 3:45
3. "My Blue Ridge Mountain Boy" (Dolly Parton) - 3:50
4. "As Much As Always" (Dolly Parton) - 3:20
5. "Do I Ever Cross Your Mind" (Dolly Parton) - 4:04
6. "Release Me" - 3:30
7. "Barbara on Your Mind" (Dolly Parton) - 3:15
8. "Act Like a Fool" (Dolly Parton) - 3:25
9. "The Prime of Our Love" (Dolly Parton) - 3:50
10. "Hollywood Potters" (Dolly Parton) - 3:40